# Evangelische Kirche Gahlen

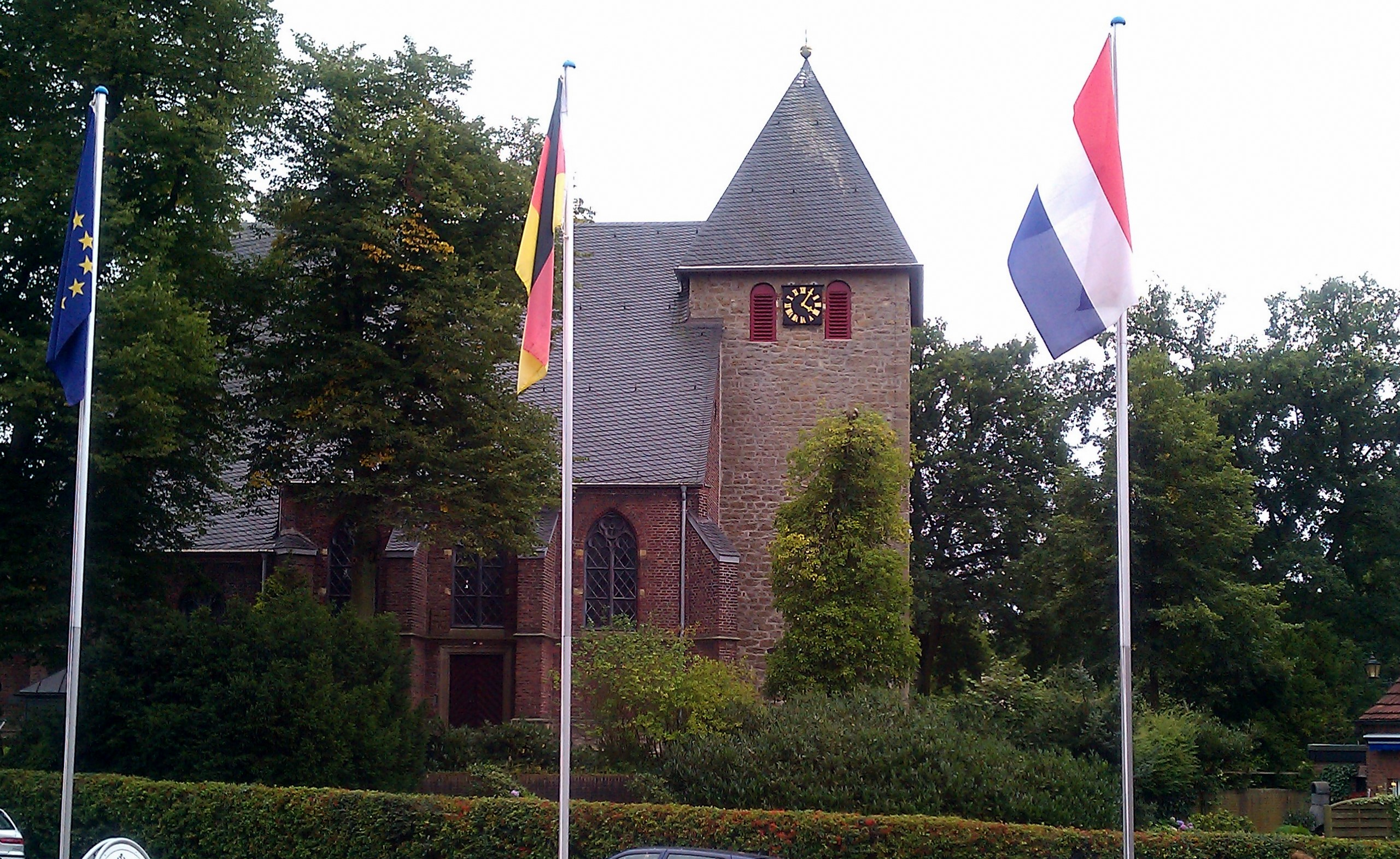
Gahlen – Ev. Dorfkirche

Die evangelische Kirche ist ein denkmalgeschütztes Kirchengebäude in Gahlen, einem Ortsteil von Schermbeck im Kreis Wesel (Nordrhein-Westfalen). Sie ist eine der beiden Predigtstätten der Evangelischen Kirchengemeinde Gahlen im Kirchenkreis Dinslaken der Evangelischen Kirche im Rheinland.

## Geschichte und Architektur
Die Kirche war ursprünglich dem Patrozinium des hl. Petrus unterstellt. Sie ist aus einer Eigenkirche hervorgegangen. 1380 wurde sie Pfarrkirche. Die Kirchengemeinde ist eine der ältesten rechtsrheinischen Gemeinden der Landeskirche. Sie entstand in merowingisch-karolingischer Zeit. Die Gemeinde wurde 1552 aus eigenem Antrieb lutherisch. Sie schloss sich 1817 der Union in der Evangelischen Kirche in Preußen an. Die zweischiffige, spätgotische Backsteinkirche steht direkt am Rehrbach. Sie wurde am Ende des 12. Jahrhunderts aus Bruchstein errichtet. Der romanische Wehrturm ist vorgesetzt. Reste der einschiffigen Vorgängerkirche sind noch im Hauptschiff erhalten. Der Umbau zur kreuzrippengewölbten Kirche mit einem Chor aus einem Joch und 5/8-Schluss wurde 1514 vorgenommen. Wenig später wurde das nördliche Seitenschiff angebaut. Bei einer umfassenden Renovierung von 1855 bis 1857 wurde im nördlichen Chorwinkel die Sakristei angebaut. Im Zweiten Weltkrieg wurde die Kirche beschädigt und bis 1956 wiederhergestellt.

## Ausstattung
- Auf einem schlanken Fuß steht im Chor ein spätgotischer Wandtabernakel mit einem Wimperg in rechteckiger Maßwerkblende und einem Durchsteckgitter.
- Die geschnitzte Kanzel im Ohrmuschel- und Knorpelstil ist von 1654. Die originale Fassung in Schwarz und Rot mit Vergoldung ist noch erhalten. Am Kanzelkorb sind Tafelgemälde mit Darstellungen aus dem Leben Jesu angebracht. Der Schalldeckel ist mit einem Pelikan bekrönt. Die Kanzel wurde 1855 ergänzt.